# پلت
پلت، سیاه پلت، بَلَس، بَسکم (نام علمی: Acer velutinum) نام یک گونه از سردهٔ افرا است.

## رویشگاه و مشخصات درخت
پلت در جنگلهای شمال کشور از آستارا تا مینو دشت و از جلگه تا ارتفاع ۲۰۰۰ متری از سطح دریا پراکنش دارد. بیشترین تجمع آن را می‌توان در شهرستان آستانه اشرفیه در زمینی به مساحت ۱۱٫۵ هکتار یافت.
ارتفاع این درخت ۳۰ متر و قطر تنهٔ آن به ۲۴۰ سانتی متر می‌رسد که نمونه آن در این شهرستان قابل دیدن است

## زمان گلدهی
زمان گلدهی فروردین- اردیبهشت است. این گونه با هدف تولید چوب و احیای عرصه‌های جنگلهای مخروبهٔ شمال کشور تولید می‌گردد. با توجه به گستردگی تاج این گونه، فاصلهٔ کاشت را ۳*۳ انتخاب می‌کنند این گونه می‌تواند پوشش تاجی خوبی ایجاد نماید. به دلیل احتیاج به رطوبت کافی در سایر نقاط کشور قابل توسعه نمی‌باشد.